# Кунянка
Кунянка — река в России, протекает в Демянском районе Новгородской области.

## География и гидрология
Река вытекает из озера Ольтечко, течёт сначала на юго-восток, затем на восток, после впадения Чёрного поворачивает на север. Устье реки находится в 30 км по левому берегу реки Явонь. Длина реки составляет 36 км, площадь водосборного бассейна — 287 км².

## Археология
На реке Кунянке у деревень Подгорье, Шульгина Гора и Хозюпино находятся крупные археологические комплексы конца I — начала II тысячелетия нашей эры.

## Притоки
Притоки приводятся от истока к устью:
- Справа впадает Чёрный[2].
- Справа впадает Крокль[2].
- Справа впадает Кобяк[2].
- Слева впадает Мстиженка[2].
- В 12 км от устья, по правому берегу реки впадает река Гариченка (Грабленка)[3].
- Справа впадает Галец[2].
- В 1,9 км от устья, по левому берегу реки впадает река Острочиновка[3].
- В 0,7 км от устья, по правому берегу реки впадает река Головинец[3].

## Данные водного реестра
По данным государственного водного реестра России относится к Балтийскому бассейновому округу, водохозяйственный участок реки — Ловать и Пола, речной подбассейн реки — Волхов. Относится к речному бассейну реки Нева (включая бассейны рек Онежского и Ладожского озера).
Код объекта в государственном водном реестре — 01040200312102000022127.

## Населённые пункты
Большая часть русла реки находится на территории Ильиногорского сельского поселения. Здесь, по берегам реки стоят деревни: Соболево, Вотолино (центр упразднённого Вотолинского сельского поселения), Усадьба, Медянки, Поцепово, Кузнецово, Хозюпино. Ближе к устью на реке стоят деревни Песоцкого сельского поселения: Шульгина Гора, Подгорье, Гибно.